# Wychwyt zwrotny

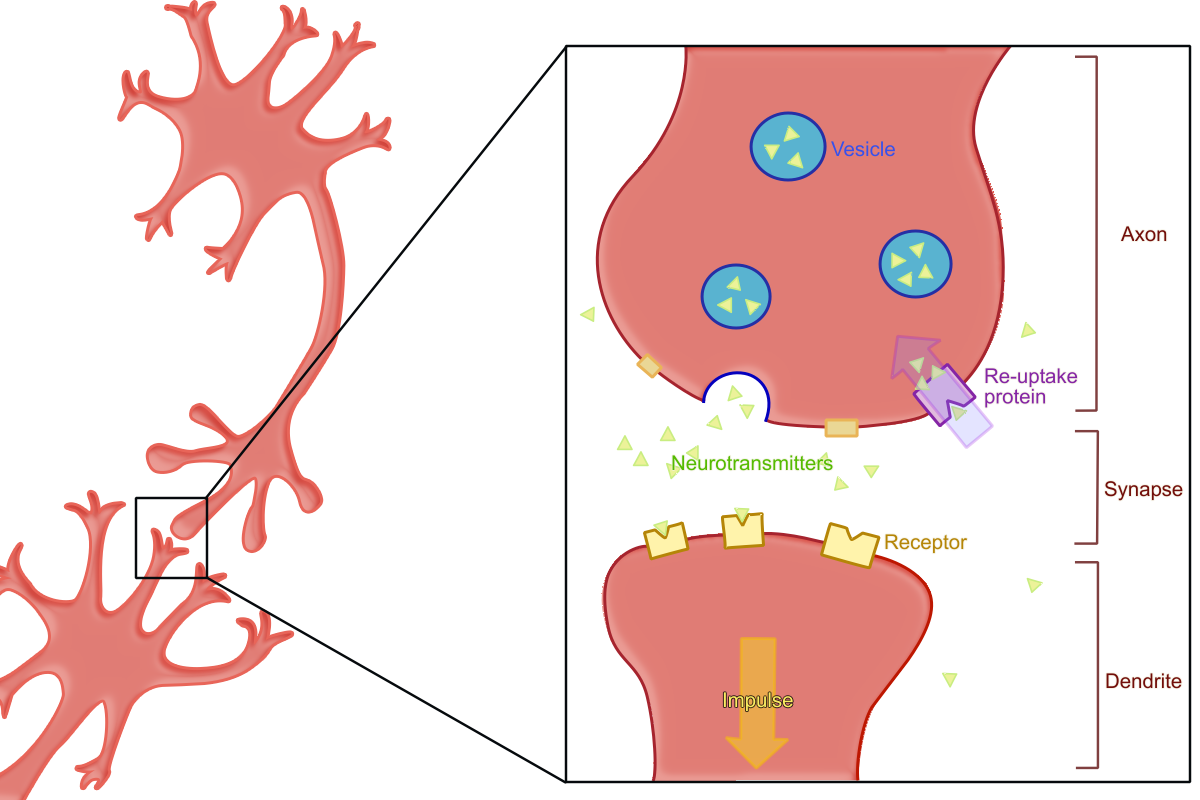
Schemat wychwytu zwrotnego neuroprzekaźnika w przestrzeni synaptycznej

Wychwyt zwrotny – mechanizm polegający na reabsorpcji neuroprzekaźników znajdujących się w szczelinie synaptycznej przez neuron presynaptyczny. Proces ten odbywa się za pomocą specjalnych białek transportowych, zwanych transporterami neuroprzekaźników.
Wychwyt zwrotny pozwala na ponowne wykorzystanie neuroprzekaźnika przez neuron. W przypadku noradrenaliny 80% ulega wychwytowi zwrotnemu, zaś pozostałe 20% jest rozkładane przez enzymy, takie jak MAO i COMT, lub ulega dyfuzji. Hamowanie wychwytu zwrotnego poprzez blokowanie transporterów powoduje wzrost stężenia neuroprzekaźnika i silniejsze pobudzenie odpowiednich receptorów. 
Mechanizm hamowania wychwytu zwrotnego wykorzystywany jest: 
- w celach leczniczych np. hamowanie wychwytu zwrotnego serotoniny lub noradrenaliny; zob. selektywne inhibitory zwrotnego wychwytu serotoniny (SSRI) i inhibitory zwrotnego wychwytu serotoniny i noradrenaliny (SNRI) w leczeniu depresji;
- w celach narkotycznych, np. hamowanie wychwytu zwrotnego dopaminy przez stymulanty (kokaina).